# Kościół i klasztor Franciszkanów w Lelowie
Kościół św. Piotra i Pawła i św. Franciszka i klasztor Franciszkanów w Lelowie – dawny rzymskokatolicki klasztor, administrowany przez zakon franciszkanów w latach 1370–1819. Po kasacie zakonu w 1819 r. kościół i klasztor popadły w ruinę i zostały rozebrane w latach 1825–1868 r. Na miejscu dawnego klasztoru stoi od 1905 r. plebania wraz z budynkami gospodarczymi, a tam gdzie wznosił się kościół założono ogród.

## Historia
Nie ma pewności kiedy po raz pierwszy franciszkanie zamieszkali w Lelowie, jednak za najbardziej prawdopodobną wersję należy uznać, iż stało się to w drugiej połowie XIII wieku dzięki Bolesławowi Wstydliwemu.

W zarządzeniu arcybiskupa gnieźnieńskiego Janisława z 1335 roku wskazano kościół franciszkański w Lelowie. W 1357 roku Kazimierz III Wielki ufundował w na nowo ulokowanym mieście klasztor franciszkanów. Budowa przeciągała się w czasie, na co duży wpływ miała z pewnością śmierć przychylnego miastu monarchy w 1370 roku. Zabudowania ulokowano wewnątrz pierścienia murów okalających miasto, w jego północno-zachodniej części, kilkadziesiąt metrów od zamku. Do jego budowy użyto kamienia wapiennego. Na zespół klasztorny składał się jednonawowy kościół pod wezwaniem świętych Piotra i Pawła, który od północy przylegał do klasztoru. W świątyni znajdowała się otaczana kultem ikona Matki Bożej Pocieszenia. 

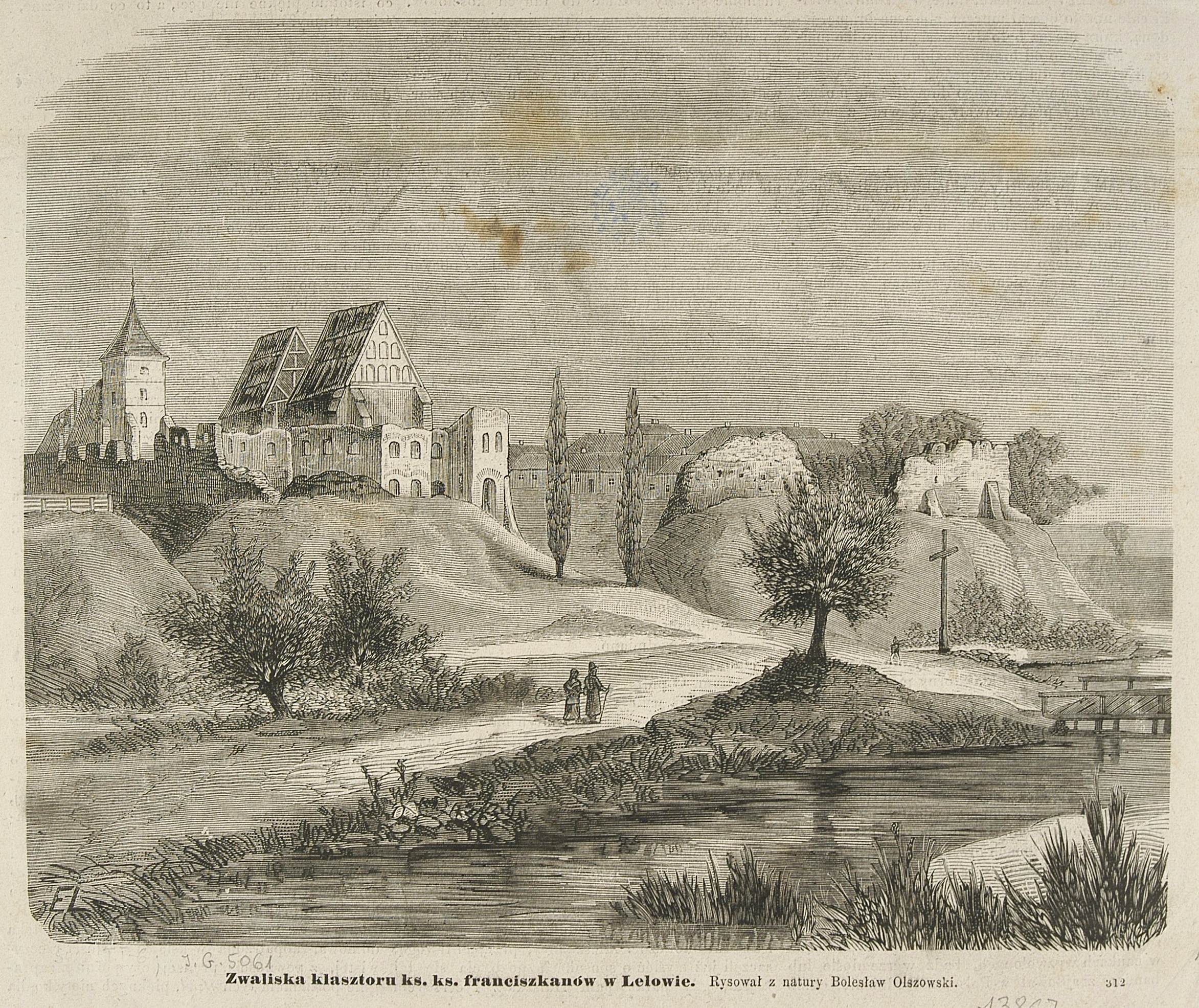
Ruiny klasztoru na drzeworycie z 1876 roku

Lelów otoczony murem obronnym, wewnątrz którego przeważała drewniana zabudowa miejska, często ulegał pożarom. W latach 1455–1547 klasztor wraz z kościołem był niszczony kilkakrotnie. Po pożarze w 1547 roku uległ on sporym zniszczeniom, a mnisi opuścili to miejsce. Przez wiele lat znajdował się w stanie kompletnej ruiny szpecąc okolicę wypalonymi murami, a mieszczanie lelowscy rozważali nawet założenie w tym miejscu szpitala. Odbudowano go dopiero pod koniec XVI wieku. W następnych stuleciach klasztor jeszcze kilkakrotnie popadał w ruinę za sprawą pożarów, a następnie był restaurowany. Na skutek pożaru w 1638 roku spłonął klasztor wraz z kościołem i obrazem Matki Bożej Pocieszenia. Odbudowy podjął się w 1640 roku Jan Giebułtowski, dworzanin króla Władysława IV Wazy, kontynuował ją Jan Szypkowski z Białej ze swoją żoną Izabelą. Jan Gosławski, pan na Bebelnie ufundował wierną kopię wizerunku Matki Bożej. Ikonę umieszczono w kaplicy kościoła. W 1766 roku franciszkanie założyli bractwo Matki Bożej Pocieszenia.
Taki stan rzeczy trwał do 17 kwietnia 1819 roku kiedy to arcybiskup warszawski Franciszek Skarbek-Malczewski podpisał dokument kasacyjny. Głównym tego powodem była śmierć ostatniego z braci oraz brak zakonników, którymi można by lelowski konwent obsadzić. Zaraz po tym zaczęto pofranciszkański majątek rozdysponowywać i pomimo starań mieszczan nie udało się już sprowadzić franciszkanów do Lelowa, ani nawet powstrzymać postępującego procesu niszczenia wielowiekowych zabytków. Prace rozbiórkowe trwały przez wiele następnych lat i zakończyły się dopiero w 1868 roku. W 1831 roku ołtarz z obrazem Matki Bożej Pocieszenia został przeniesiony do kościoła farnego.
Kamienie pochodzące z rozbiórki użyto m.in. do budowy murów okalających cmentarz i kościół parafialny w Staromieściu. Do kościoła tego przeniesiono też zabytkowe stalle z franciszkańskiego kościoła, mogące pomieścić 30 osób. Natomiast do kościoła w Leśniowie przeniesiono drewniane figury Piotra i Pawła. Reszta pofranciszkańskiego majątku przypadła innym kościołom oraz osobom prywatnym.

## Architektura
Pierwotny styl świątyni nie jest znany, ale można przypuszczać, że wyglądał podobnie jak w 1598, kiedy wizytator ojciec Jan Donat Caputo pisał, że była to budowla nie mała, wysoka i przestronna. Zapewne posiadał ostrołukowe sklepienia i sprawiał wrażenie bardziej smukłego niż znajdujący się w jego bezpośredniej bliskości kościół parafialny. Sam klasztor był jednopiętrowym budynkiem murowanym. Poza pojedynczymi i podwójnymi celami dla zakonników, w północno-zachodniej części mieścił browar, którego fundamenty odkryto przy okazji prac archeologicznych prowadzonych przy ulicy Żareckiej. Franciszkanie korzystali także z wewnętrznej kaplicy oraz kuchni i refektarza, w którym spożywali posiłki. Posiadali oni także własną studnię, która znajdowała się w korytarzu, a także spiżarnie oraz pomieszczenia gościnne.
Dzwonnica na planie kwadratu znajdowała się nie dalej niż kilka metrów na południowy wschód od kościoła, lecz nie była ona z nim połączona. Miała dwa poziomy i przykryta była, podobnie jak cały zespół budynków drewnianym gontem.